# Diaptomus virginiensis
Diaptomus virginiensis är en kräftdjursart som beskrevs av Marsh. Diaptomus virginiensis ingår i släktet Diaptomus och familjen Diaptomidae. Inga underarter finns listade i Catalogue of Life.